# Амиейру (Алижо)
Амиейру (порт. Amieiro) — район (фрегезия) в Португалии, входит в округ Вила-Реал. Является составной частью муниципалитета Алижо. По старому административному делению входил в провинцию Траз-уш-Монтиш и Алту-Дору. Входит в экономико-статистический субрегион Доуру, который входит в Северный регион. Население составляет 104 человека на 2001 год. Занимает площадь 6,41 км².